# Fritz Claus (Bildhauer)
Fritz Claus (* 29. Juni 1885 in Zweibrücken als Julius Friedrich Nikolaus Claus; † 14. Juli 1956 in Traunstein) war ein deutscher Bildhauer und Hochschullehrer.

## Leben
Fritz Claus wurde am 29. Juni 1885 in Zweibrücken geboren. Seine Eltern waren der Weinhändler Nikolaus Claus (1859–) und Frieda Hulda geb. Hemmer (1854–); er hatte fünf Geschwister.
Bald nach der Geburt des Sohnes siedelte die Familie nach Saarbrücken um. Dort besuchte Fritz Claus vier Jahre die Volksschule, dann die Privatschule Bach und anschließend für sechs Jahre die Oberrealschule. Er ließ sich zum Steinmetzen und zum Töpfer ausbilden. Ab 1905 studierte Claus an der Kunstakademie in München bei Karl Killer. 1906 wechselte er zur Karlsruher Akademie ins Meisteratelier von Hermann Volz. 1908 ging er nach Paris zu Albert Bartholomé. 1910 wechselte er wieder nach München. Im Ersten Weltkrieg war er von 1914 bis 1916 Soldat.
Am 20. April 1920 heiratete er Angelina Ouckama Knoop (1897–1990), genannt Lilinka. 1923 kam ihr Sohn Niklaus zur Welt.
1929 nahm Claus, als Nachfolger von Christoph Voll, eine Professur an der Staatlichen Schule für Kunst und Kunstgewerbe Saarbrücken an. Aus dieser wurde er 1936 „namens des Führers und des Reichskanzlers“ entlassen; Anlass dazu war zwar die Schließung der Saarbrücker Kunstschule, aber man wollte wohl auch einen unabhängigen Geist loswerden.

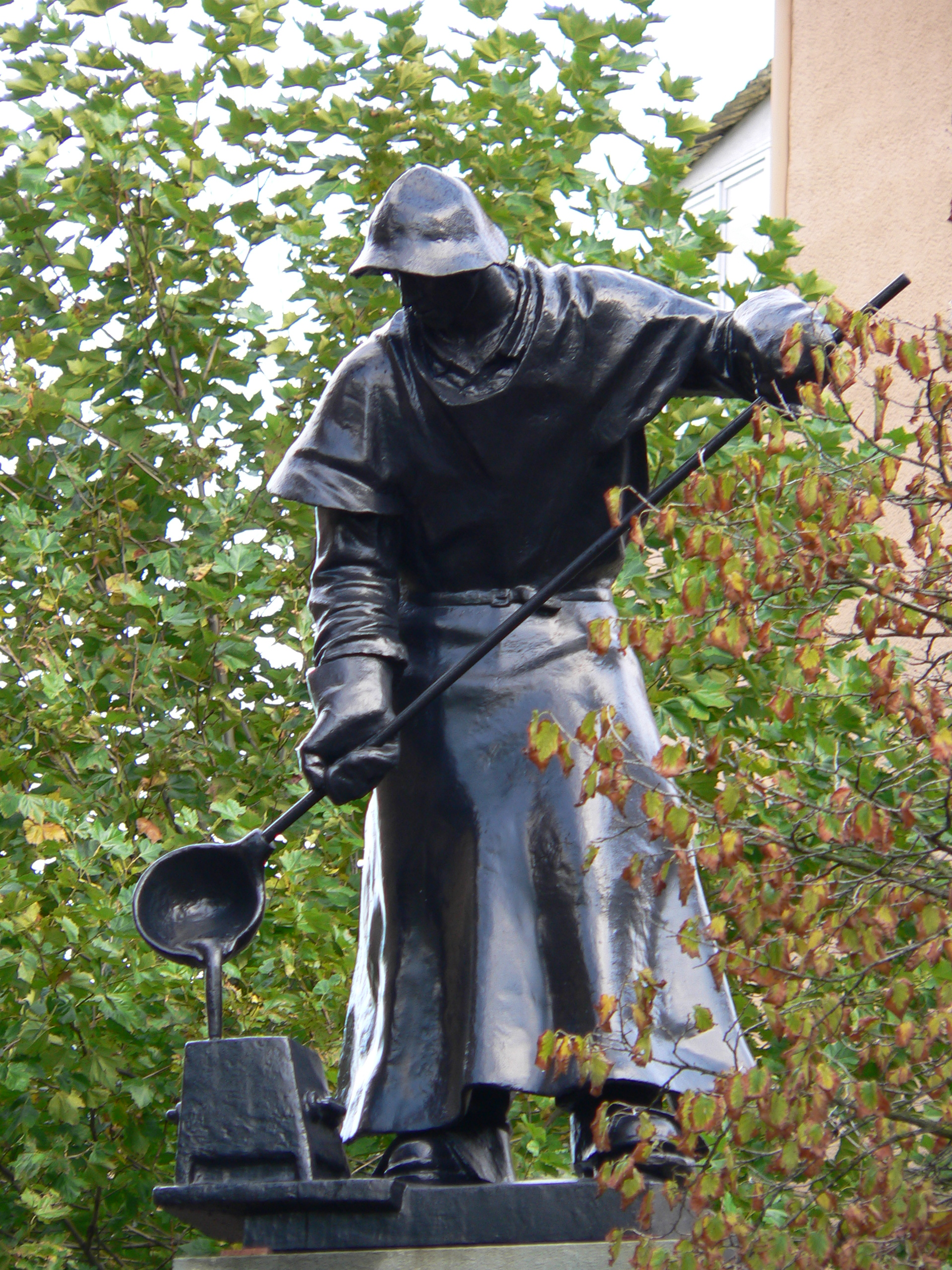
Der Eisengießer, Bronze, in Neunkirchen (Saar) am Hüttenberg

1938 gestaltete Claus den Brunnen mit dem Eisengießer, den das Eisenwerk in der Neunkircher Hüttenbergstraße stiftete.
Im Zweiten Weltkrieg, 1944, wurde sein Münchener Atelier zerbombt. Claus siedelte zuerst nach Seeon um, später nach Prien am Chiemsee. 1953 ließ er sich in Vachendorf bei Traunstein nieder.
Fritz Claus starb am 14. Juli 1956 einundsiebzigjährig im Krankenhaus in Traunstein an den Folgen eines Autounfalles. Er wurde am 16. Juli auf dem Friedhof von Vachendorf beerdigt.